# Karađorđeva šnicla
Karađorđeva šnicla (en español: «Escalope de Karađorđe») es un plato de chuleta empanizada que lleva el nombre del revolucionario serbio Karađorđe. El plato consiste en un filete enrollado de ternera, cerdo o pollo, relleno de kaymak, que luego se empaniza y se fríe. Se sirve con salsa tártara y una rodaja de limón al costado, y a veces con papas fritas o verduras al vapor. Creado por el chef Mića Stojanović de Josip Broz Tito en 1956 o 1957, como una improvisación del pollo Kiev, se convirtió en un plato básico habitual en la cocina serbia. Stojanović intentó sin éxito patentar su receta original, que desde entonces ha sido adaptada a varias variantes.

## Historia
Karađorđeva šnicla fue creada por Mića Stojanović, profesor de cocina jubilado, exjefe de cocina del InterContinental Belgrade y chef personal del líder yugoslavo Josip Broz Tito. Stojanović nació en un pueblo de la región central serbia de Gruža en 1935, perdió a sus dos padres en la masacre de Kragujevac de octubre de 1941, y más tarde fue trasladado a un orfanato. Cuando era adolescente, se matriculó en una escuela culinaria. A lo largo de su carrera ha elaborado alrededor de 200 recetas, muchas de las cuales llevan el nombre de personajes y lugares de la historia de Serbia. Según Stojanović, preparó por primera vez Karađorđeva šnicla en 1956 o 1957, después de recibir un pedido de pollo Kiev mientras trabajaba en el restaurante Golf en el suburbio de Košutnjak, en Belgrado. A falta de mantequilla y pollo, Stojanović decidió hacer una chuleta de ternera y kaymak, un producto lácteo cremoso similar a la nata cuajada. Terminó vertiendo salsa tártara sobre él y adornándolo con una rodaja de limón. Más tarde se descubrió que la invitada era la cuñada de Tito, Tamara Broz, quien estaba satisfecha con el resultado. Ese año, Stojanović fue invitado a unirse al personal de cocina de Tito y más tarde se convirtió en el chef personal del estadista, cargo que ocupó hasta la muerte de Tito en 1980.
Stojanović originalmente tituló la creación Schnitzel Karađorđe (Šnicla Karađorđe). La chuleta empanada recibe su nombre del revolucionario serbio Karađorđe, que nació en la región de Šumadija, donde en aquella época se producía kaymak en masa. Stojanović presentó más tarde su obra, a la que rebautizó como Karađorđeva šnicla, en un concurso gastronómico de Belgrado en 1967. En español, se traduce como escalope de Karađorđe, bistec de Karađorđe o escalope del Jorge Negro. Dijo que otra razón para nombrarlo Karađorđe se debió a que la Casa Karađorđević era conocida internacionalmente. Stojanović, sin embargo, descartó la idea de que Karađorđeva šnicla pudiera ser una creación monárquica, porque Karađorđe no fue censurado en la República Federativa Socialista de Yugoslavia, debido a su estatus revolucionario y de luchador por la libertad. A este plato se le denomina a veces coloquialmente «El sueño de las doncellas» (devojački san) debido a su forma fálica.
Stojanović intentó patentar la receta, que ha cambiado a lo largo del tiempo y en diferentes lugares. Ha luchado para proteger su receta original mientras otros restaurantes añadían otros ingredientes, como jamón, pepinillos, pimientos y kashkaval. La Oficina de Propiedad Intelectual rechazó sus intentos de patentar, afirmando que no existían bases legales para patentar la creación. En los años 90 abrió un restaurante en Zemun, donde desde entonces su familia prepara la chuleta empanizada según el método clásico. Ha apoyado el uso de carnes distintas de la de ternera en el Karađorđeva šnicla, citando restricciones religiosas o culturales.

## Preparación
Los ingredientes principales de Karađorđeva šnicla incluyen filete, pan rallado, harina, aceite y huevos, mientras que el relleno a menudo incluye kaymak. Según la receta clásica, el filete se machaca hasta darle forma rectangular, se rellena con kaymak y luego se reboza en harina y huevos. Luego la mezcla se reboza en pan rallado y se fríe durante 8 a 15 minutos. El filete puede estar hecho de ternera, cerdo o pollo. Stojanović dijo que la Karađorđeva šnicla se sirve típicamente con mayonesa o salsa tártara y una rodaja de limón, que representa la Orden de la Estrella de Karadjordje. Como guarnición también se utilizan papas fritas, pimientos rojos, judías verdes o verduras al vapor, mientras que Stojanović recomendaba vino blanco como bebida.
Se ha comparado al sanjacobo suizo con una preparación similar a la del Karađorđeva šnicla. En respuesta a la afirmación de Voki Kostić de que Karađorđeva šnicla es una copia del cordon bleu, la Escuela de Hospitalidad y Turismo de Belgrado cuestionó su afirmación, citando diferencias en el relleno. De manera similar, Bojana Kalenjuk Pivarski, profesora del Departamento de Gastronomía de la Facultad de Ciencias de la Universidad de Novi Sad, criticó la comparación de Karađorđeva šnicla con otros platos de preparación similar, como el pollo Kiev, debido a su forma específica y las características del relleno, como el uso de kaymak.

### Variaciones
Una receta de Kurir también incluye cebollas como ingrediente y pimienta negra y Vegeta como condimentos. Según ellos, primero se mezcla el pan rallado con la carne y otros ingredientes, excluyendo la harina y el aceite, y luego se le da forma rectangular. A continuación se añaden queso, prosciutto y kaymak como relleno a la mezcla, que posteriormente se fríe en aceite. Otra variación incluye patatas como reemplazo del filete. En esta variación, las patatas se mezclan con huevos, harina, pan rallado y cebollas guisadas antes de extenderlas en forma de hamburguesa. Luego se aplica kaymak a la mezcla y se enrolla, antes de combinarlo con pan rallado y huevos y freírlo.
El hijo de Stojanović ha afirmado que el filete de Zagreb (Zagrebački odrezak), elaborado en Croacia, y el escalope de Liubliana, elaborado en Eslovenia, son variaciones de Karađorđeva šnicla. El filete de Zagreb se asocia más comúnmente con el Wiener Schnitzel y el sanjacobo, ya que está relleno de jamón y queso en lugar de kaymak.

## En la cultura
El karađorđeva šnicla se ha convertido en un elemento básico de la cocina serbia y es un plato frecuente en los restaurantes del país. Además, la chuleta empanizada ha ganado reconocimiento internacional y se ha presentado en restaurantes de la ciudad de Nueva York, Uganda, Singapur y Japón. Kalenjuk Pivarski dijo que «ningún plato [serbio] creado hace unos 50 o 60 años tiene tanta popularidad» (nijedno jelo nastalo pre nekih 50, 60 godina nema takvu popularnost) como Karađorđeva šnicla. El Karađorđeva šnicla se sirve en los comedores estudiantiles de la Universidad de Novi Sad y de la Universidad de Belgrado.